# Cabinet des monnaies et médailles
Il Cabinet des monnaies et médailles di Marsiglia è una struttura situata all'interno degli Archives municipales della città di Marsiglia, che ospita circa 30 000 monete, medaglie e altri oggetti numismatici.

## Collezioni
Il Gabinetto delle Monete e Medaglie di Marsiglia conserva fondi in cui le monete più antiche risalgono a 2400 anni fa. 
Le monete sono essenzialmente greche, romane e monegasche, dell'Ordine di Malta, dei Dogi di Venezia e dell'Estremo Oriente. C'è anche un certo numero di monete medievali e pezzi della monetazione provenzale.
Il Cabinet conserva anche insiemi eccezionali come il Tesoro di Auriol, un insieme di diverse migliaia di monete antiche scoperte nel 1867 non lontano dal villaggio di Auriol, nelle Bocche del Rodano.
Il Cabinet conserva anche un fondo di 8000 medaglie dal XV alla fine del XX secolo, oltre a diversi materiali legati alla numismatica come gettoni, méreau, bilance, punzoni, matrici etc.
La missione del Cabinet è la conservazione delle collezioni ma fa anche restauri metallici preventivi o curativi. 